# Дриади
Дриадите (на старогръцки: Δρυάδες) в древногръцка митология са нимфи, покровителки на дърветата. Името им идва от δρυς, което означава дъб и строго погледнато те са нимфи на дъбовете, но името им се използва като общо за всички дървесни нимфи.
Понякога дриадите се наричали по името на дърветата, на които са покровителки. Най-древните от известните нимфи-дриади се родили от капещата кръв на скопения Уран били нимфите на ясена и се наричали мелиади.
Дриадите, като всички нимфи, живеели дълго и били привързани към домовете си, но някои отивали и по-далеч. Хамадриадите били неделима част от дърветата и когато умирало дървото, хамадриадата свързана с него също умирала. По тази причина дриадите и боговете наказвали всеки смъртен, който нарани дърво, без да умилостиви първо дървесните нимфи.
Считало се е, че дриадите са неделими от дърветата, с които са свързани, а хората, засаждащи и грижещи се за тях се ползват с покровителството на дървесните нимфи. Най-известната от дриадите е Дриопа.